# Kokomo (singolo)
Kokomo è il secondo singolo del gruppo musicale pop rock The Beach Boys estratto dal loro ventisettesimo album, Still Cruisin', pubblicato nel 1989. Il brano è stato composto da John Phillips, Scott McKenzie, Mike Love e prodotto da Terry Melcher.
Distribuito come singolo sotto etichetta Elektra, è divenuto una hit negli Stati Uniti e in Australia, in cui ha raggiunto la massima posizione in classifica. Venne pubblicato il 18 luglio 1988, in concomitanza con l'uscita del film Cocktail con Tom Cruise, essendone parte integrante della colonna sonora.

## Descrizione
La canzone nacque da un nastro demo di John Phillips (ex membro dei The Mamas & the Papas) e Scott McKenzie. Mike Love aggiunse il ritornello che elenca i nomi delle varie isole, e suggerì che Phillips cambiasse il testo originale che, a suo dire, era troppo malinconico.
Kokomo fu inciso il 22 marzo e il 5–6 aprile 1988 con la produzione di Terry Melcher.
Alle sessioni di registrazione parteciparono tutti gli attuali membri dei Beach Boys tranne Brian Wilson. Nel 1991 nelle sue memorie Wouldn't It Be Nice: My Own Story, Wilson dichiarò di non avere contribuito perché impegnato con la lavorazione del suo primo album solista, e di essere stato informato della lavorazione del brano dai suoi compagni di band quando era ormai troppo tardi.
Invece, Mike Love dichiarò che Wilson non partecipò a Kokomo perché gli era stato proibito dal dottor Eugene Landy, il suo psicologo dell'epoca.

## Pubblicazione
Kokomo venne pubblicato insieme al singolo Tutti Frutti di Little Richard nel luglio 1988 dall'Elektra Records. Il 5 novembre 1988 succedette al singolo A Groovy Kind of Love di Phil Collins alla posizione numero 1 secondo la classifica Billboard, rappresentando così la seconda grande hit del gruppo negli Stati Uniti dai tempi di Good Vibrations del 1966.
Dopo appena una settimana in cima alle classifiche, al brano subentrò Wild, Wild West dei The Escape Club, che lo sostituì nella prestigiosa posizione. Il singolo riscontrò un deludente successo nel Regno Unito, nel quale venne pubblicato nell'ottobre 1988, postandosi alla venticinquesima posizione nelle classifiche britanniche.
In Germania Ovest, Paesi Bassi e Belgio, il brano raggiunse rispettivamente la settima, la sesta e la diciannovesima posizione. In Australia il singolo ottenne invece un successo immediato, divenendo il più grande successo del gruppo dopo i brani Do It Again (1968) e Cottonfields (1970).

## Tracce
1. Kokomo – 3:34
2. Tutti Frutti (eseguita da Little Richard) – 2:23

## Formazione[8][9]
The Beach Boys
- Al Jardine – voce
- Bruce Johnston – voce
- Mike Love – voce
- Carl Wilson – voce

Musicisti aggiuntivi
- Ry Cooder – chitarra acustica, mandolino, slide guitar
- Chili Charles – percussioni
- Rod Clark – basso
- Jeffrey Foskett – chitarra acustica
- Jim Keltner – batteria
- Vince Charles – batteria
- Milton & Mike (cognomi sconosciuti) – batteria
- Van Dyke Parks — fisarmonica
- Joel Peskin – sax

Produzione
- Terry Melcher – produttore
- Keith Wechsler – ingegnere del suono

## Accoglienza critica
Nonostante il suo successo commerciale, Kokomo ricevette recensioni prevalentemente negative da parte della stampa musicale. Jimmy Guterman di Rolling Stone scrisse che la canzone stabilisce il tono per le nuove composizioni "senza anima" presenti in Still Cruisin'. In un articolo del 1998, Steve Simels di Stereo la definì "insipida". Blender scrisse che la traccia era "forse meglio educatamente descrivibile come una canzone influenzata dai Beach Boys con i Beach Boys che ci cantano dentro". Cash Box la definì un "trascurabile riempitivo usa e getta" con "un ritornello orecchiabile."
Sin dalla sua uscita, Kokomo divenne nota per le recensioni negative  da parte della critica musicale. Da allora è stata inserita in molte liste delle peggiori canzoni di sempre, come quelle di Blender (Top 50 worst songs), Dallas Observer (Ten worst songs by great artists), e Forbes (Worst lyrics of all time). Tom Breihan di Stereogum scrisse: "La gente odia Kokomo. L'imbrobabile tardo hit di fine carriera dei Beach Boys, è un monumento alla mediocrità." In una retrospettiva dove la definì "peggiore canzone estiva di sempre", Tim Grierson di MEL Magazine scrisse: "Molti di noi hanno provato immenso piacere nel denigrare questo successo del 1988." Grierson attribuì questa tendenza negativa nei confronti della canzone possibilmente al suo personale disprezzo verso Mike Love.

## Riferimenti in altri media
Kokomo fu oggetto di una reinterpretazione da parte dei Muppets di Jim Henson sull'album Muppet Beach Party del 1993. Il testo dei Beach Boys fu modificato da "gave me a tropical contact high" in un più adatto ai bambini "under a tropical island sky" per la versione dei Muppets, Kermit e Miss Piggy.
La canzone è stata inclusa nel tredicesimo episodio della quarta stagione della serie televisiva How I Met Your Mother, intitolato Tre giorni di neve, quando Ted e Barney vengono incaricati di sorvegliare il bar da loro frequentato, ma invece di attenersi alle disposizioni ricevute, decidono di fare una festa all'insaputa del proprietario.
La canzone è stata citata nella puntata dei Griffin intitolata A A Abbronzatissimo quando Stewie entra nella macchina abbronzante e incomincia a canticchiarla.
Altra citazione avviene nella prima puntata (intitolata Il lancio) della serie Space Force di Netflix, in cui il generale Mark Naird la canticchia improvvisandosi in un balletto mentre deve decidere se lanciare il satellite nello spazio.

## Riconoscimenti
Il brano ha ricevuto una candidatura ai Golden Globe 1989 come miglior canzone originale e un'altra ai Grammy Awards come miglior canzone scritta per un film.